# A Change of Pace
A Change of Pace — американская поп-панк-группа из Пеории (Аризона).

## История
Группа образована в 2001 году. Вокалист Тори Джаспер и барабанщик Джонатан Кэллай создали небольшую группу, которая выступала на молодёжных вечеринках . В 2003 году к группе присоединяются гитарист Адам Роджерс и басист Джонни Абдулла. Главными музыкальным стилями были выбраны инди-рок, поп-рок и пост-хардкор. Через некоторое время группе предложили небольшой контракт, а затем их заметил продюсер Хорхе Эрнандес. В течение нескольких месяцев группа записывает EP «Change Is The Only Constant» на студии «Immortal Records». Диск был выпущен в 2003 году, а в 2005 A Change of Pace выпускают полноформатный альбом «An Offer You Can’t Refuse». Издание AllMusic охарактеризовало диск как мелодичный хардрок с плотной гармонией между куплетами и припевами. Стиль A Change of Pace был описан как нечто среднее между Watashi Wa и the Rocket Summer с энергией панк-рока и гитарными партиями на манер винтажной поп-музыки. Журнал выделил песни «Every Second» и «Loose Lips Sink Ships» и отметил, что группе не стоит пока «взрослеть».
15 августа 2006 года выходит второй альбом — «Prepare For The Masses». В этом же году в группе появляется пятый участник — Дэн Паркер, ранее игравший в формации Don’t Let Go.
В июне 2008 года вокалист Тори Джаспер уходит из группы и ему на смену приходит Микки Бентли. В этом же году группа выпускает EP «Just No Better Way EP». A Change of Pace смягчили звучание под стиль пения Бентли, который резко контрастировал со скримингом Тори Джаспера в ранних песнях группы.
22 февраля 2011 года A Change of Pace выпускают третий и последний альбом «It Could Be Worse». 13 марта Джонатан Кэллай объявил о распаде группы. 22 апреля группа провела прощальный концерт.

## Дискография
| Дата релиза | Название                       | Лейбл                                                                       | Продажи | Позиции в чартах | Сертификация |
| ----------- | ------------------------------ | --------------------------------------------------------------------------- | ------- | ---------------- | ------------ |
| 2003        | Change Is The Only Constant EP | Immortal Records                                                            |         |                  |              |
| 2005        | An Offer You Can't Refuse      | Immortal Records                                                            |         |                  |              |
| 2006        | Prepare For The Masses         | Immortal Records (американское издание) Twilight Records (японское издание) |         |                  |              |
| 2008        | Just No Better Way EP          |                                                                             |         |                  |              |
| 2009        | Demos                          |                                                                             |         |                  |              |
| 2011        | It Could Be Worse              |                                                                             |         |                  |              |